# マゼッパ (リスト)
『マゼッパ』（Mazeppa）は、フランツ・リストの音楽作品。この題名は複数の作品に付けられているが、ピアノ作品『超絶技巧練習曲』の第4番 (S.139-4) 、および交響詩の第6番 (S.100) がよく知られている。他にはこれらの元となったピアノ曲、およびピアノ連弾および2台ピアノのための編曲がある。

## ピアノ曲

### 概説
一連の作品の原型となったのは『12の練習曲』S.136/op.1 (op.6)（1826年）の第4曲である（アレグレット、8分の6拍子）。これはまだリストが15歳の時の作品で、師カール・チェルニーの影響が見受けられる。この初版では後に用いられる三度のフレーズが左右の手でやり取りされる。これが1837年に改作されて主題が追加され、『24の大練習曲』（実際は12曲）のうちの第4曲、練習曲ニ短調（S.137-4）となった（アレグロ・パテティコ、4分の6拍子）。大北方戦争でカール12世に味方したコサック、イヴァン・マゼーパのポーランド時代に着想を得たヴィクトル・ユーゴーの叙事詩『マゼッパ』（1828年）に感銘を受けて作曲したと言われ、1840年に改作 (S.138) した際に『マゼッパ』と題名を付けられ、単独で出版された。その後、1851年にこれを基に第6番の交響詩として作曲、また同年にピアノ曲としての改作も行い、現在一般に取り上げられる『超絶技巧練習曲』の1曲にした。
『超絶技巧練習曲』版は3段譜で書かれており、演奏には高度な技術が必要となる。
下に示す3段譜の部分では1、3段目の譜は鐘の音色を、2段目の譜では馬の足音を表現している。2段目の「m.d.」は右手で（伊:mano destra）、「m.s.」は左手（mano sinistra）で弾くという指示であり、頻繁な左右の手の入れ替えが求められる。

アレグロ、ニ短調、4分の4拍子。序奏とコーダ付きの三部形式（中間部は主部の主題によるため、単一主題による三部形式とみなせる）で、演奏時間は約7分。初版は約1分、第2版は約4分。

### 高度な技術が必要な点
- 上の楽譜での2段目の譜にある3度の音型は、リストの指示により2と4の指のみで演奏しなければならない
- オクターブの連続移動
- 鍵盤上での広い間隔の手の跳躍
- 音の強弱
- 指の移動

## 管弦楽曲
交響詩第6番「マゼッパ」S.100

### 作曲年代
1851年、改訂稿は1854年。

### 作曲場所
ドイツ、ザクセン＝ヴァイマル＝アイゼナハ大公国、ヴァイマル

### 概説
ユーゴーの叙事詩『マゼッパ』に基づく標題音楽である。ピアノ曲『マゼッパ』と同じ題名ではあるが、単なるその管弦楽編曲版ではなく、同じ曲想を持った別の作品と言えるほど内容と規模が拡大されている。最初にコラールが混じった激しい闘争が来てそれが一旦静まり、トランペットのファンファーレを経て最後の勝利の大行進曲がやってくる。戦闘後の曲の展開などは、むしろ交響詩第3番『前奏曲』や交響詩第13番『ゆりかごから墓場まで』に似ている。

### 楽器編成
フルート3（3番はピッコロ持ち替え)、オーボエ2、イングリッシュホルン、クラリネット2、バスクラリネット、ファゴット3、ホルン4、トランペット3、トロンボーン3、チューバ、ティンパニ（1対）、シンバル、トライアングル、バスドラム、弦5部

### 演奏時間
約16分